# Ханамити

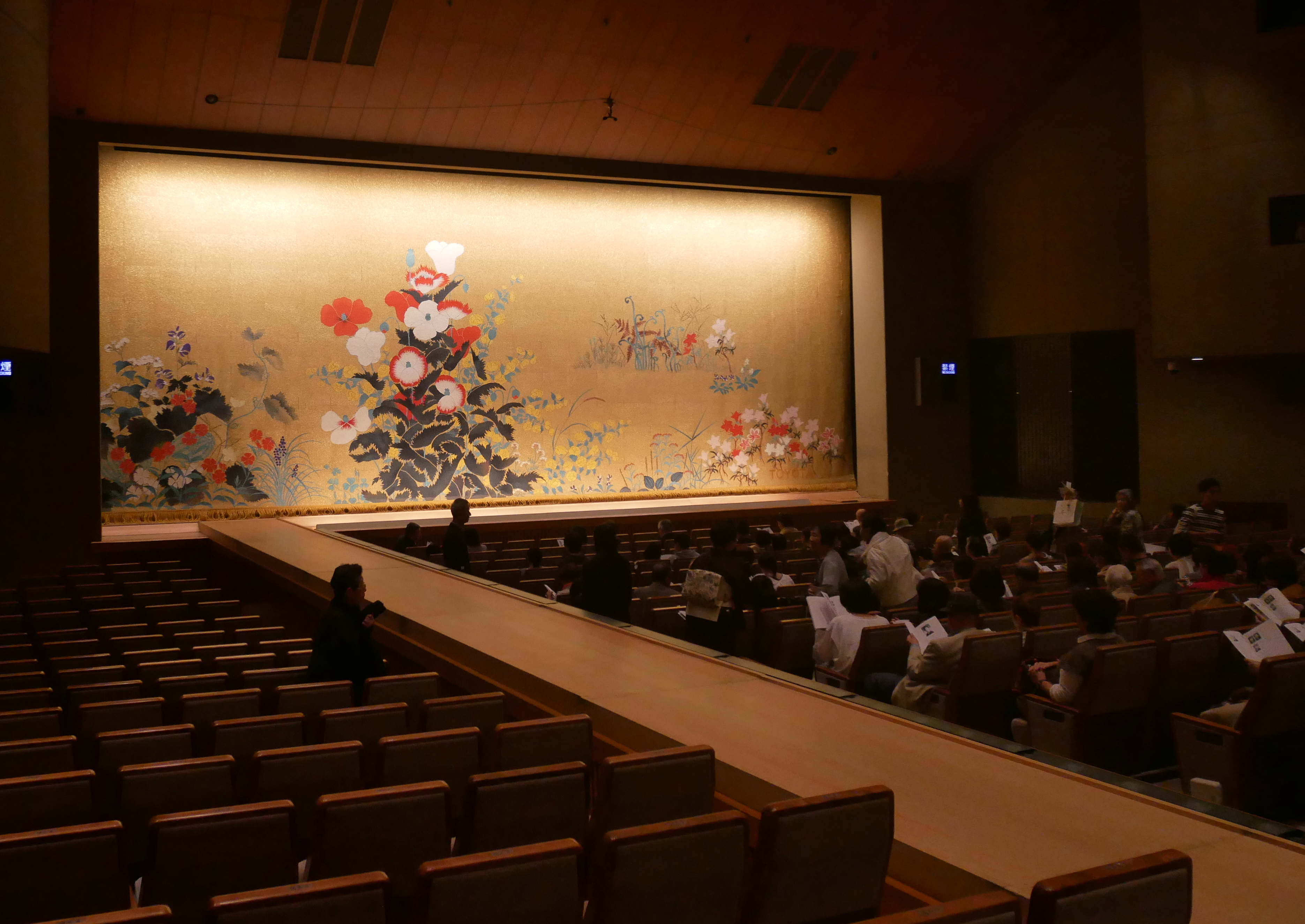
Ханамити (Национальный театр Японии)

Ханамити (яп. 花道, «дорога цветов», так как исходным предназначением был выход актёра к зрителям для получения цветов) — в японском театре Кабуки продолжение сцены, узкая платформа, идущая через партер. Через ханамити происходит выход актёра на сцену и уход с неё, на нём также разворачивается наиболее важное действие.
Поначалу помост строили под углом к сцене, но уже с 1740-х годов он обрёл современные, перпендикулярные сцене, очертания. В XVIII—XIX веках иногда строились две платформы, соединявшиеся в глубине зала (вторая, ещё более узкая, называлась «кариханамити» (яп. 仮花道), но сегодня обязательным является только главный «хонханамити» (яп. 本花道).
Р. Г. Уэйнскотт (англ. Ronald Harold Wainscott), считает, что идея подиума для показа мод пришла от ханамити через западную театральную традицию, куда его перенёс Макс Рейнхардт в начале 1910-х годов для разрушения четвёртой стены.